# Baza wojskowa Netafim
Baza wojskowa Netafim – jest bazą wojskową Sił Obronnych Izraela znajdującą się przy wiosce Micpe Netofa na północy Izraela.

## Położenie
Baza wojskowa jest położona na wschodnich zboczach masywu górskiego Har Turan. Grzbiet wzniesienia jest położony pomiędzy dwoma dolinami - po stronie północnej jest Dolina Bejt Netofa, a na południu Dolina Bikat Turan. Leży ona niecały 1 km na wschód od wioski Micpe Netofa w Dolnej Galilei.

## Wykorzystanie
Baza wojskowa Netafim służy 5001 Jednostce Wsparcia Logistycznego (Północny Golan). Jest to jednostka rezerwowa Korpusu Inżynieryjnego, która zapewnia obsługę logistyczną sąsiedniej bazy wojskowej Ajlabun. Na terenie bazy znajdują się magazyny sprzętu technicznego, inżynieryjny tabor transportowy oraz lądowisko dla helikopterów. Znajdują się tu także zbiorniki na wodę, które zostały zaprojektowane przez Giora Levy. Rezerwę sprzętową oraz zaplecze logistyczne posiada ona w bazie wojskowej Szimszon.
5001 Jednostka Wsparcia Logistycznego podlega Północnemu Dowództwu Sił Obronnych Izraela. Baza Netafim służy jednostce jako koszary i magazyn.

## Transport
W bezpośrednim sąsiedztwie bazy przebiega droga ekspresowa nr 65.